# Guido de Cortona
Guido da Cortona, al segle Guido Pagnottelli o Vagnottelli (Cortona, 1187 - 1247) fou un prevere toscà, frare franciscà. És venerat com a beat per l'Església catòlica.

## Biografia
Guido va néixer a una família benestant; va tenir una joventut agitada, però arran de sentir la predicació d'un franciscà, va canviar de vida. En 1211, va tenir com a hoste Francesc d'Assís, a qui confià que volia ésser-ne deixeble. Quan li demanà què havia de fer, Francesc li digué que repartís els seus béns entre els pobres i en quedés lliure, i Guido ho va fer així. L'endemà, va rebre l'hàbit de l'Orde dels Frares Menors i fundà el convent de Santa Maria di Cortona. Es feu sacerdot, rebent del mateix Francesc d'Assís el permís per predicar. Va dedicar la seva vida a la predicació, la pregària i la caritat, adquirint fama de santedat i essent molt estimat a Cortona.

## Veneració
En morir fou sebollit a Santa Maria di Cortona, en un sepulcre de marbre; el cap, però, fou separat i custodiat al pou de l'església fins que en 1945 tornà a ésser reunit al cos i posat a l'altar de la catedral de Cortona. Va ésser beatificat per Gregori XIII en 1583; la seva festa litúrgic és el 12 de juny.
Se li van atribuir miracles, com haver convertit aigua en vi, haver multiplicat sacs de farina, guarir un paralític i ressuscitar una noia que havia caigut a un pou. Abans de morir, Francesc d'Assís, mort feia vint anys, se li aparegué per anunciar-li quan moriria.